# UFC 232
UFC 232: Jones vs. Gustafsson 2 è stato un evento di arti marziali miste tenuto dalla Ultimate Fighting Championship il 29 dicembre 2018 al The Forum di Inglewood, negli Stati Uniti.

## Risultati
|                                                   | Divisione            |                       |                 |                          | Metodo                                      | Round           | Tempo           | Premio          |
| Card Principale                                   | Card Principale      | Card Principale       | Card Principale | Card Principale          | Card Principale                             | Card Principale | Card Principale | Card Principale |
| ------------------------------------------------- | -------------------- | --------------------- | --------------- | ------------------------ | ------------------------------------------- | --------------- | --------------- | --------------- |
| Sfida valida per il titolo di campione            | Pesi mediomassimi    | Jon Jones             | batte           | Alexander Gustafsson     | KO (pugni)                                  | 3               | 2:02            |                 |
| Sfida valida per il titolo vacante di campionessa | Pesi piuma femminili | Amanda Nunes          | batte           | Cris Cyborg (c)          | KO (pugno)                                  | 1               | 0:51            | POTN            |
|                                                   | Pesi welter          | Michael Chiesa        | batte           | Carlos Condit            | Sottomissione (kimura)                      | 2               | 0:56            |                 |
|                                                   | Pesi mediomassimi    | Corey Anderson        | batte           | Ilir Latifi              | Decisione unanime (29-28, 29-28, 29-28)     | 3               | 5:00            |                 |
|                                                   | Pesi piuma           | Alexander Volkanovski | batte           | Chad Mendes              | KO tecnico (pugni)                          | 2               | 4:14            | FOTN            |
| Card Preliminare (Fox Sports 1)                   |                      |                       |                 |                          |                                             |                 |                 |                 |
|                                                   | Pesi massimi         | Walt Harris           | batte           | Andrei Arlovski          | Decisione non unanime (27-30, 29-28, 29-28) | 3               | 5:00            |                 |
|                                                   | Pesi piuma femminili | Megan Anderson        | batte           | Cat Zingano              | KO tecnico (infortunio all'occhio)          | 1               | 1:01            |                 |
|                                                   | Pesi gallo           | Petr Yan              | batte           | Douglas Silva de Andrade | KO tecnico (stop dall'angolo)               | 2               | 5:00            |                 |
|                                                   | Pesi leggeri         | Ryan Hall             | batte           | B.J. Penn                | Sottomissione (heel hook)                   | 1               | 2:46            | POTN            |
| Card Preliminare (UFC Fight Pass)                 |                      |                       |                 |                          |                                             |                 |                 |                 |
|                                                   | Pesi gallo           | Nathaniel Wood        | batte           | Andre Ewell              | Sottomissione (rear-naked choke)            | 3               | 4:12            |                 |
|                                                   | Pesi medi            | Uriah Hall            | batte           | Bevon Lewis              | KO (pugno)                                  | 3               | 1:32            |                 |
|                                                   | Pesi welter          | Curtis Millender      | batte           | Siyar Bahadurzada        | Decisione unanime (29-28, 29-28, 30-27)     | 3               | 5:00            |                 |
|                                                   | Catchweight(137 lbs) | Montel Jackson        | batte           | Brian Kelleher           | Sottomissione (D'Arce choke)                | 1               | 4:05            |                 |

## Premi
I lottatori premiati ricevettero un bonus di 50.000 dollari.
Legenda:
- FOTN: Fight of the Night (vengono premiati entrambi gli atleti per il miglior incontro dell'evento)
- POTN: Performance of the Night (viene premiato il vincitore per la migliore performance dell'evento)